# Grjótskálarhnúkur
Grjótskálarhnúkur är en bergstopp i republiken Island. Den ligger i regionen Norðurland eystra, 270 km nordost om huvudstaden Reykjavík. Toppen på Grjótskálarhnúkur är 1 214 meter över havet.
Trakten runt Grjótskálarhnúkur är nära nog obefolkad, med mindre än två invånare per kvadratkilometer. Närmaste större samhälle är Grenivík, nära Grjótskálarhnúkur. Trakten runt Grjótskálarhnúkur består i huvudsak av gräsmarker.